# Spodnji Kamenščak
Spodnji Kamenščak (prleško Spodje Kamenščak) je naselje v Občini Ljutomer.